# Campanula elatines
La campana del Adriático (Campanula elatines) es una planta de la familia de las campanuláceas.

## Taxonomía
Campanula elatines fue descrita por Carlos Linneo y publicado en Systema naturæ ed. 10 2: 927 (1759)
Sinonimia
- Campanula barbeyi Feer
- Campanula elatina Hill
- Campanula elatines var. glaberrima A.DC.
- Campanula elatines subsp. glaberrima (A.DC.) Arcang.
- Campanula subalpina Delponte & Gras
- Wahlenbergia elatines (L.) Link[2]